# Willy Koppen
Willy Koppen (Overveen, 7 de enero de 1924 - De Bilt, 22 de octubre de 2002), pilota de motos holandesa, que fue una de las primeras mujeres en participar en carreras internacionales de motociclismo durante los años cincuenta.

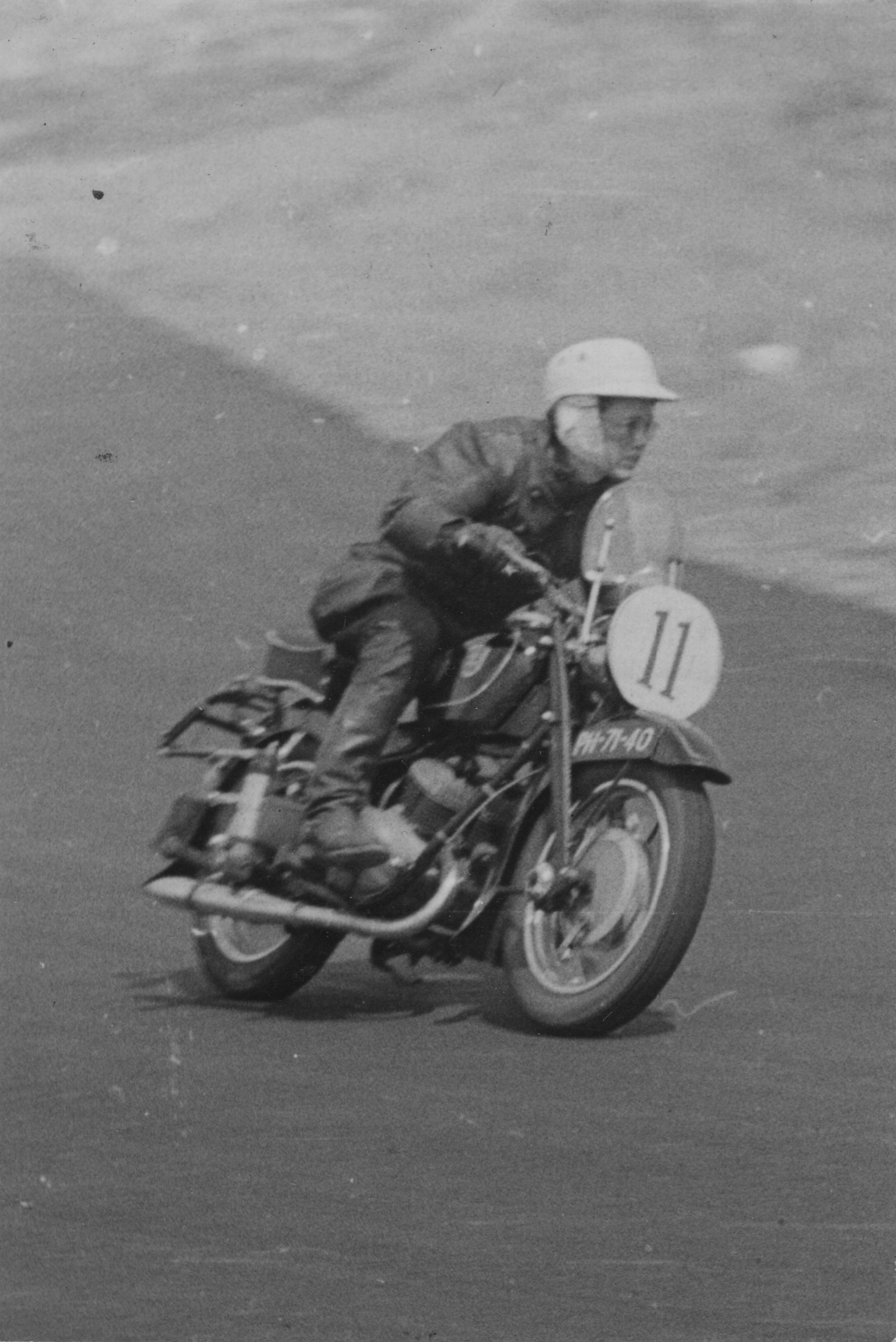
Koppen corriendo en el Circuito de Zandvoort 1954

## Juventud
Koppen creció en Overveen, Países Bajos, en una familia que no era motociclista, pero muy cerca del circuito de Zandvoort, donde también conducía. Es poseedora de la “estrella 80” del circuito y condujo su flamante motocicleta Adler MB 200 a 130 km/h por la pista. Para poder costear su afición, trabajaba como enfermera o secretaria durante el invierno y luego podía dedicarse por completo al motociclismo en verano. Fue su propia mecánico y, de forma autodidacta, aprendió a mantener y ajustar un motor. En 1949 obtuvo el carnet de moto y empezó a ganar experiencia conduciendo por Holanda en una moto Saroléa prestada. En 1950 compró su primera motocicleta, una Zundapp DB 200, con la que realizó su primer viaje de larga distancia a Nápoles. En 1951 realizó otro largo viaje al sur de Francia y Suiza, donde adquirió experiencia en conducción de montaña.

## Carrera deportiva

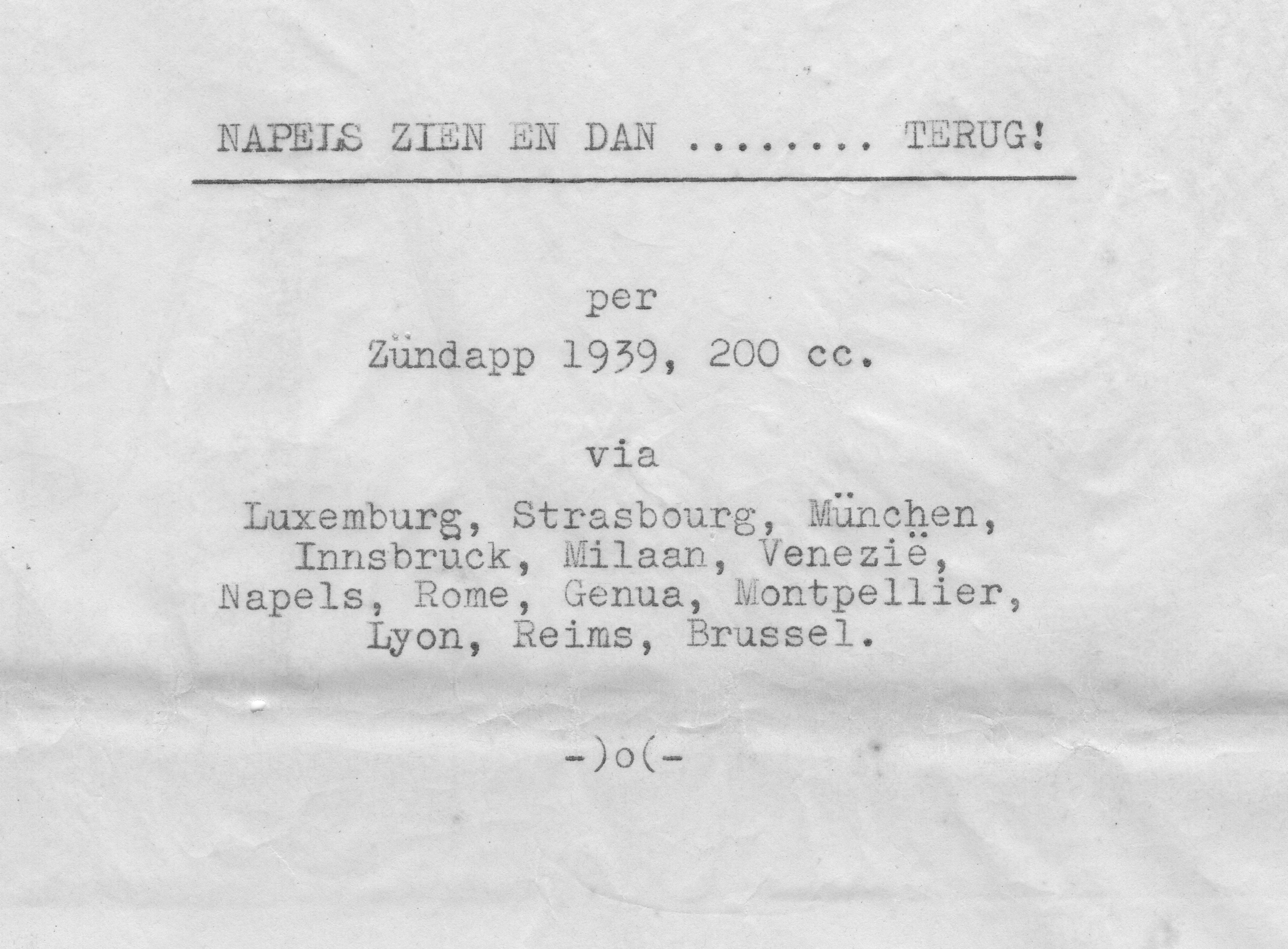
Portada de su relato de viaje a Nápoles (1950).

Koppen participó por primera vez en el FIM Trophée en Madrid, España, en 1952. En 1953 se convirtió en la primera mujer en ganar la Coupe de Dame de los 1600 kilómetros sin parar (continuo) del FIM Trophée de Mónaco, un rally de 32 horas con regulación de puntos de penalización de tiempo, velocidad y consumo de combustible. Conducía un motor Adler MB 250. Al año siguiente, en 1954, fue la única mujer en cruzar la línea de meta, dejando atrás a muchos hombres en los resultados finales. En ambos rallies condujo como piloto privado en solitario, sin equipo ni apoyo de equipo. En 1953 condujo una moto Adler MB 250, proporcionado por la  Adler Company. Tener una protección del cárter y tubos de escape superiores, como en el siguiente Adler MB 250 SR, lo hizo adecuado para las curvas cerradas y rápidas de los Alpes. En 1954 condujo su propio Adler MB 250. Después de la carrera se rompió el pie en un accidente de motocicleta en Italia, aunque esto no la frenó  participar en el 9.º Rally de los Alpes en Schio, Italia.
En 1955, el fabricante de motos inglés Francis-Barnett le proporcionó una moto de trial enduro para que pudiera participar en las carreras off road. Desafortunadamente, la KNMV no le permitió participar en carreras de carretera. Como mujer, solo obtuvo permiso para los trials junior y los rallys de confiabilidad junior.

## Otras actividades de moto
Además de las carreras, Koppen se hizo conocer por sus viajes en solitario de larga distancia por toda Europa, llegando a Turquía e Israel. Sus largos viajes fueron captados por los medios holandeses, como la revista holandesa MOTOR.  Su primera moto fue una Zundapp DB 200 pre-guerra de 1939, que desmontó, volvió a montar y ajustar tres veces como mecánico autodidacta, antes de emprender su primer viaje largo a Nápoles.

## Vida personal
Después de su carrera deportiva, se casó y tuvo dos hijos. Después de veinticinco años volvió a retomar el motociclismo y lo siguió haciendo hasta su muerte. Primero condujo una Velocette LE y luego llegó la BMW R45 con MZ sidecar, y su perro Dempsey siempre acompañándola. En 1999, para celebrar su 75 cumpleaños y que se había iniciado en el automovilismo 50 años antes, se organizó una carrera de honor con motos clásicas. Fue miembro honorario de varios clubes de motociclistas en Europa. 
Su último viaje fue en su sidecar MZ, durante un impresionante desfile de motos clásicas que le rindieron homenaje el 26 de octubre de 2002, después de fallecer el 22 de octubre a la edad de 78 años.

## Carreras
| Año  | Actividad                             | Motor           |
| ---- | ------------------------------------- | --------------- |
| 1952 | FIM Trofeo San Sebastián, España      | Zündapp DB 200  |
| 1952 | FIM Trofeo Madrid, España             | Zündapp DB 200  |
| 1953 | FIM 4e Trofeo de Mónaco               | Adler MB 250    |
| 1954 | FIM 5e Trofeo de Mónaco               | Adler MB 250    |
| 1954 | 9e Rally de los Alpes Schio, Italië   | Adler MB 250    |
| 1955 | Trial enduro, rallys de confiabilidad | Francis-Barnett |